# Juan de Dios Ponce y Pozo
Juan de Dios Ponce y Pozo (Guadix, Granada, 18 de noviembre de 1878 – Elche, Alicante, 30 de noviembre de 1936) fue un obispo español. Ocupó el cargo de administrador apostólico de Orihuela entre 1935 y 1936. Fue uno de los trece obispos asesinados en la zona republicana durante la guerra civil española, víctima de la persecución religiosa.

## Biografía

### Primeros años y formación
Nació en Guadix en 1878, en el seno de una familia modesta. Cursó sus estudios eclesiásticos -como colegial del Pontificio Colegio Español- en la Pontificia Universidad Gregoriana de Roma, donde donde obtuvo tres doctorados: en Filosofía, en Sagrada Teología y en Derecho canónico.

### Vida sacerdotal
Después de su ordenación sacerdotal obtuvo, por oposición, el cargo de canónigo de la catedral de Guadix y un tiempo después fue nombrado provisor del obispado.

### Episcopado
En 1935 fue nombrado administrador apostólico de Orihuela. Cuando Francisco Javier de Irastorza Loinaz, obispo titular de la diócesis se sintió enfermo, solicitó de Roma dispensa canónica de residencia por dos años, siendo nombrado para cumplir las funciones de gobierno en la diócesis orcelitana el Dr. Ponce. 

#### Martirio
Con el estallido de la guerra civil, pudo pasar oculto hasta el mes de octubre de 1936. Cuando fue detenido y encarcelado, luego llevado, junto con nueve sacerdotes al cementerio de Elche donde fueron asesinados.
- Datos: Q5953140